# Arrondissement di Argentan
L'arrondissement di Argentan è una suddivisione amministrativa francese, situata nel dipartimento dell'Orne e nella regione della Normandia.

## Composizione
L'arrondissement di Argentan raggruppa 226 comuni in 17 cantoni
- cantone di Argentan-Est
- cantone di Argentan-Ovest
- cantone di Athis-de-l'Orne
- cantone di Briouze
- cantone di Écouché
- cantone di Exmes
- cantone di La Ferté-Frênel
- cantone di Flers-Nord
- cantone di Flers-Sud
- cantone di Gacé
- cantone di Le Merlerault
- cantone di Messei
- cantone di Mortrée
- cantone di Putanges-Pont-Écrepin
- cantone di Tinchebray
- cantone di Trun
- cantone di Vimoutiers